# Бромоацетон
Бро́моацето́н (1-бромопропан-2-он) — органічна сполука ряду галогенованих кетонів, що має склад BrCH2C(O)CH3. За звичайних умов чистий бромоацетон є безбарвною рідиною, технічний продукт має жовто-коричневий відтінок.
Речовина виявляє сильну сльозогінну дію (є лакриматором). Завдяки цій властивості бромоацетон використовувався Німеччиною в ході Першої світової війни як хімічна зброя (перше застосування відбулося у 1915 році), замінивши собою ксилілбромід. Разом з деякими іншими галогенованими кетонами входив до складу сумішей білий хрест. У контексті відповідного застосування бромоацетон також має позначення BA і мартоніт.

## Отримання
Як у лабораторних, так і в промислових масштабах бромоацетон синтезують бромуванням ацетону із варіюванням умов реакції:
Одним з методів є проведення реакції у присутності сульфатної кислоти й метиленхлориду як розчинника за температури нижче кімнатної. Іншим можливим варіантом є реакція в присутності льодяної оцтової кислоти за слабкого нагрівання (близько 70 °C).

## Хімічні властивості
Бромоацетон є нестійким до дії нагрівання. При тривалому зберіганні він може втрачати бромоводень й набувати схильність до полімеризації. У стабілізованому стані (у темряві, за невисоких температур) він може зберігатися до 20 років. Стабілізаторами можу виступати речовини, що зв'язують кислоти і не утворюють лужного середовища, наприклад, оксид магнію.
Хімічні властивості бромоацетону є аналогічними до властивостей незаміщеного ацетону. Так, він утворює оксим при взаємодії з гідроксиламіном, а з ціановоднем — відповідний ціангідрин:
{\displaystyle \mathrm {CH_{3}C({=}O)CH_{2}Br+NH_{2}OH\longrightarrow CH_{3}C({=}NOH)CH_{2}Br+H_{2}O} }
{\displaystyle \mathrm {CH_{3}C({=}O)CH_{2}Br\longrightarrow CH_{3}C(OH)(CN)CH_{2}Br} }
При дії на бромоацетон спиртовими розчинами лугів відбувається заміщення брому на гідроксильну групу:
{\displaystyle \mathrm {CH_{3}C(O)CH_{2}Br+OH^{-}\longrightarrow CH_{3}C(O)CH_{2}OH+Br^{-}} }
Для зв'язування речовини (наприклад, для її дегазації як лакриматора) можуть застосовуватися водні або спиртові розчини сульфіду натрію, котрі утворюють нешкідливий тіоетер:
{\displaystyle \mathrm {2CH_{3}C(O)CH_{2}Br+Na_{2}S\longrightarrow CH_{3}C(O)CH_{2}{-}S{-}CH_{2}C(O)CH_{3}+2NaBr} }